# Peyrieras Reptile Reserve
Peyrieras Reptile Reserve, ook wel Madagascar Exotic, Reserve Peyrieras of Mandraka Reptile Farm genoemd, is een kleine particuliere dierentuin in Madagaskar. Het reservaat is opgericht door de Franse entomoloog en arts André Peyriéras om er kameleons op te kweken en later weer in de natuur uit te zetten. Later nam zijn dochter Sylviane Peyriéras de leiding over het reservaat over.

## Ligging
Peyrieras Reptile Reserve is gelegen in Marozevo vlak bij Manjakandriana aan de Route nationale 2, 75 kilometer ten oosten van Antananarivo. Mede dankzij de ligging is het een populaire tussenstop voor toeristen die tussen deze stad en het Nationaal park Andasibe Mantadia reizen.

## Collectie
Een groot deel van de dierencollectie van Peyrieras Reptile Reserve bestaat uit endemische diersoorten. Dit zijn met name reptielen, maar de dierentuin huist daarnaast ook kikkers, vleermuizen, tenreks en (nacht)vlinders. De meeste dieren zijn gehuisvest in grote kooien die voor het publiek toegankelijk zijn. Onder begeleiding van een gids kunnen bezoekers kameleons voeren en allerlei reptielen en kikkers hanteren.

### Lijst van enkele bekende dieren.
Onderstaande lijst bevat dieren die momenteel of in het verleden in Peyrieras Reptile Reserve zijn gehuisvest.
Kameleons
- Nosy Be-dwergkameleon (Brookesia minima)
- Pantserkameleon  (Brookesia perarmata)
- Wenkbrauwkameleon (Brookesia superciliaris)
- Brookesia tristis
- Calumma gallus
- Calumma gastrotaenia
- Calumma nasutum
- Parsons kameleon (Calumma parsonii)
- Furcifer antimena
- Tapijtkameleon (Furcifer lateralis)
- Reuzenkameleon (Furcifer oustaleti)
- Panterkameleon (Furcifer pardalis)
- Wrattenkameleon (Furcifer verrucosus)
- Furcifer willsii

Gekko's
- Madagaskarplatstaartgekko (Uroplatus fimbriatus)
- Gestreepte bladstaartgekko (Uroplatus lineatus)
- Uroplatus phantasticus
- Uroplatus sikorae
- Tjitjak (Hemidactylus frenatus)

Slangen
- Madagaskarbladneusslang (Langaha madagascariensis)
- Madagaskar-hondskopboa (Sanzinia madagascariensis)

Overige reptielen
- Trachylepis elegans
- Madagaskar-halsbandleguaan (Oplurus cuvieri)
- Nijlkrokodil (Crocodylus niloticus)

Kikkers
- Mantella milotympanum
- Mantella madagascariensis
- Gouden mantella Mantella aurantiaca
- Tomaatkikker (Dyscophus antongilii)

Zoogdieren
- Gewone tenrek (Tenrec ecaudatus)
- Madagaskarpalmvleerhond (Eidolon dupreanum)

Geleedpotigen
- Papilio dardanus cenea
- Papilio oribazus
- Komeetstaartvlinder (Argema mittrei)

### Afbeeldingen

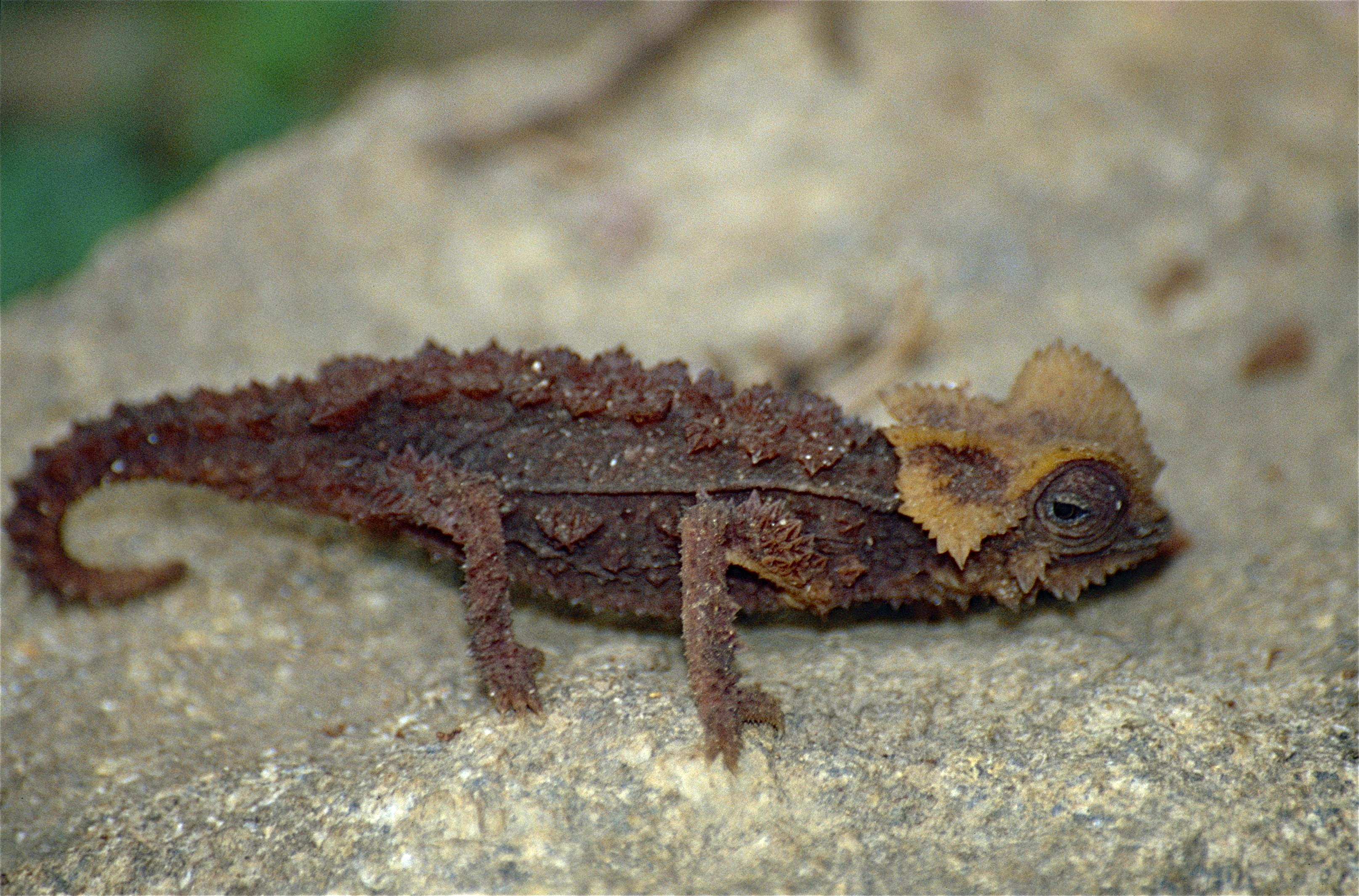
Pantserkameleon  (Brookesia perarmata)
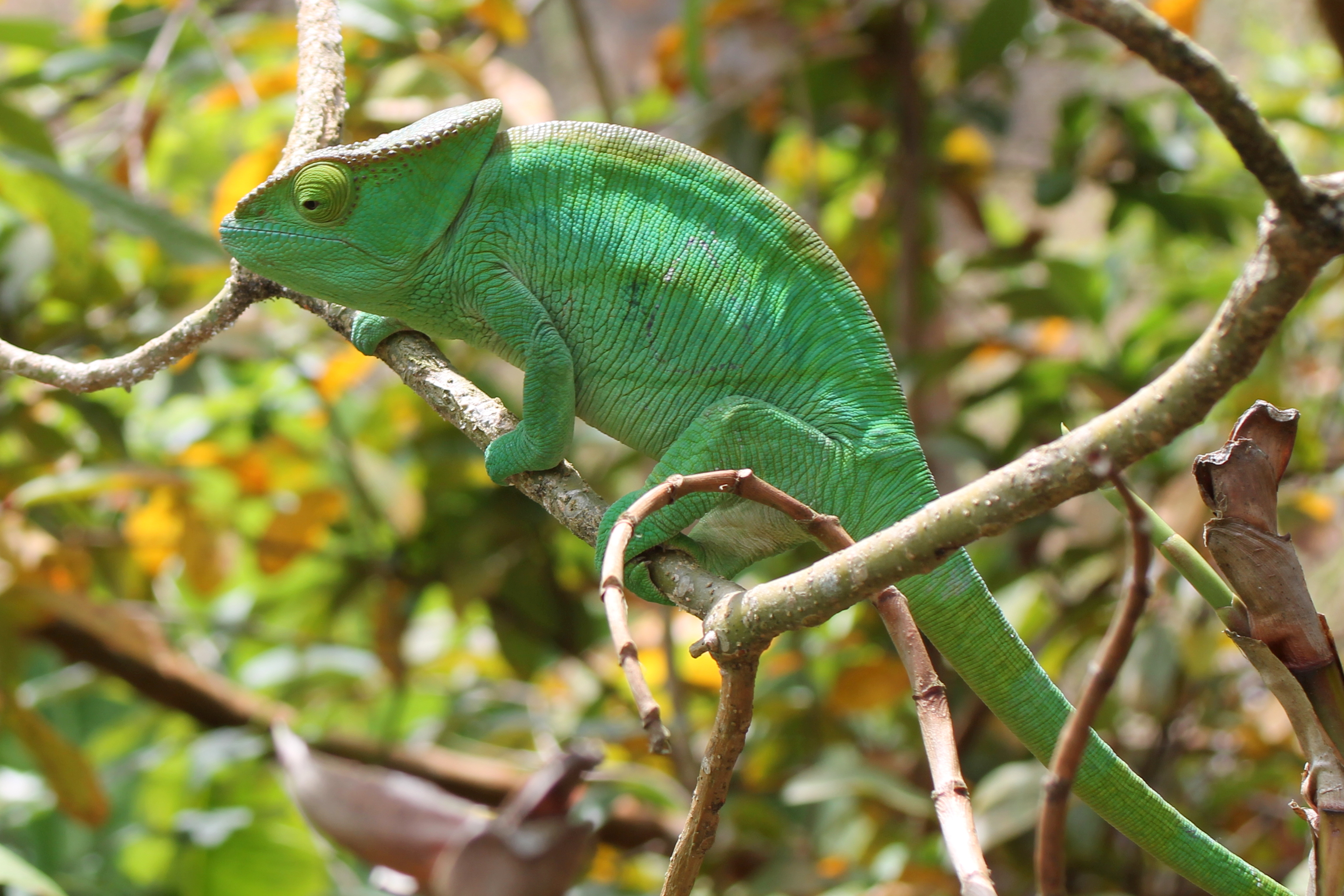
Parsons kameleon (Calumma parsonii)
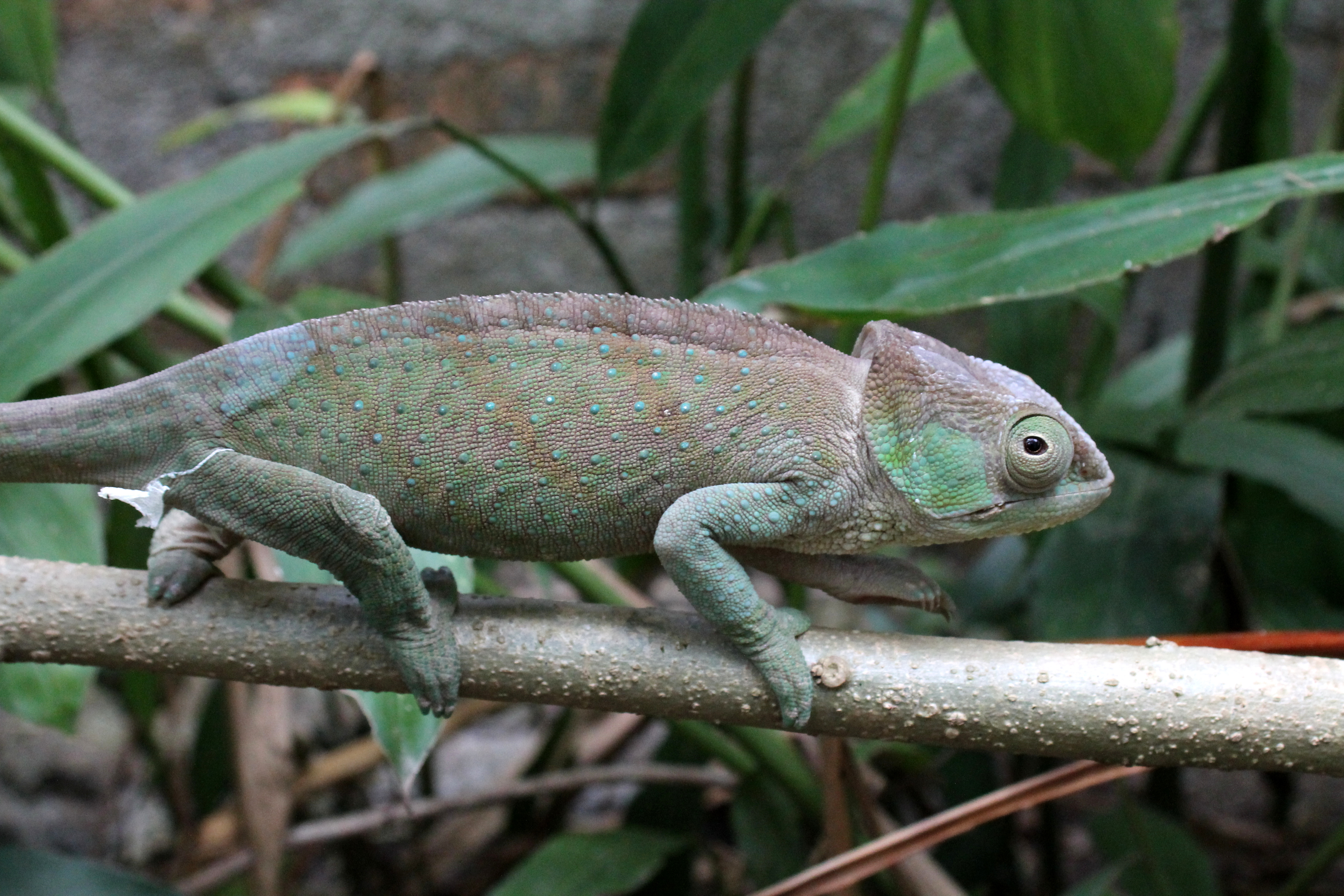
O'Shaughnessy's kameleon (Calumma oshaughnessyi)
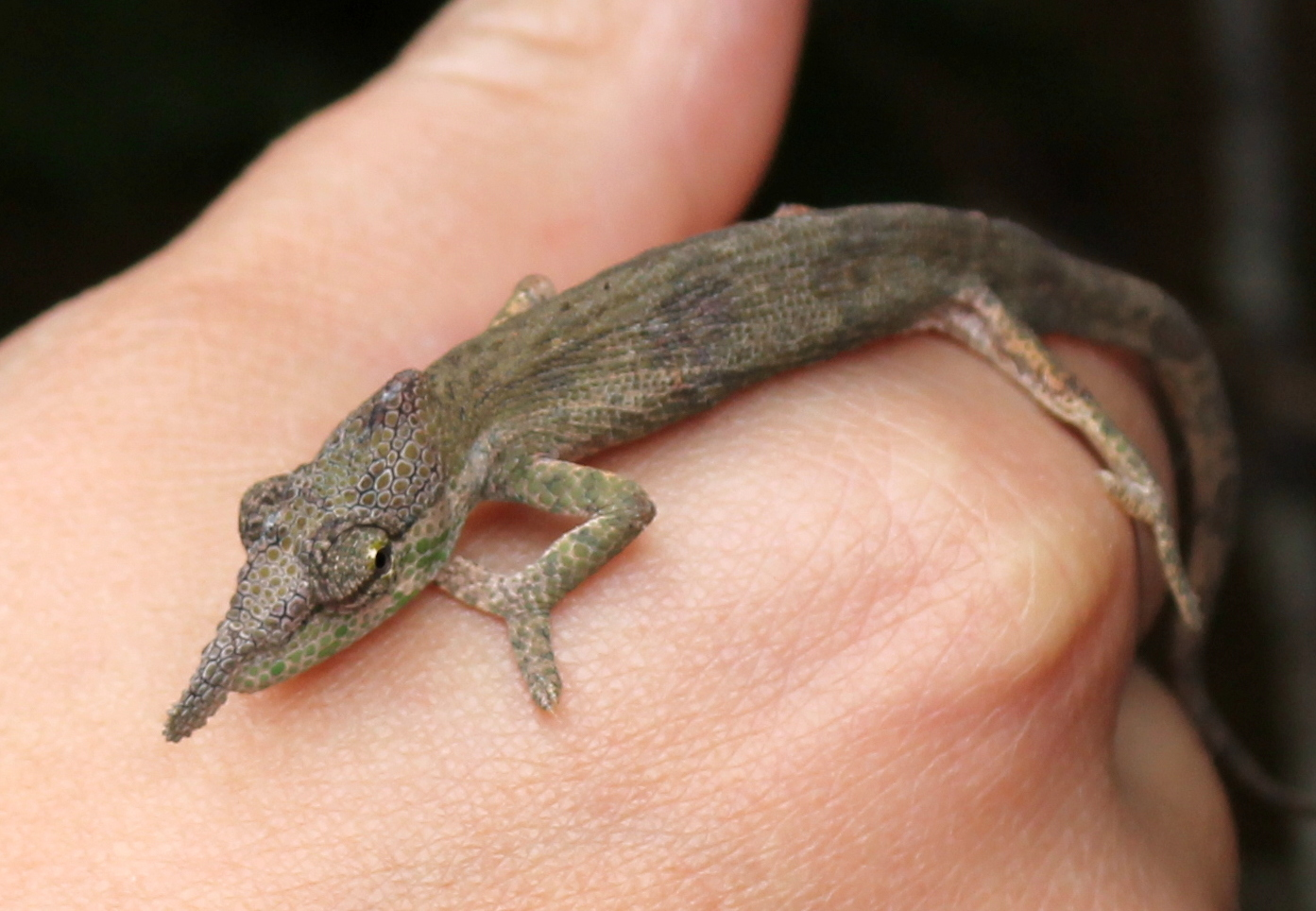
Calumma gallus
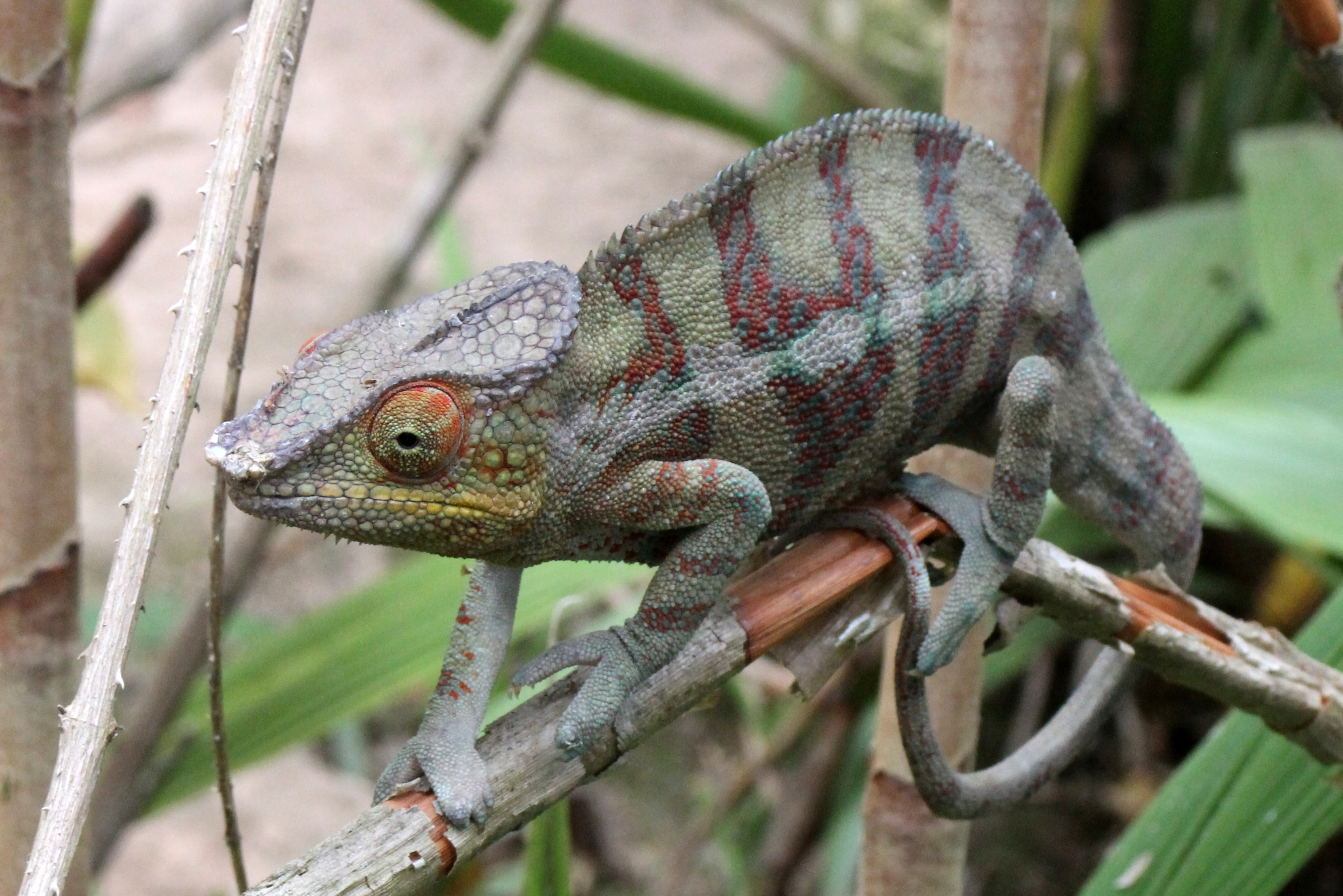
Panterkameleon (Furcifer pardalis)
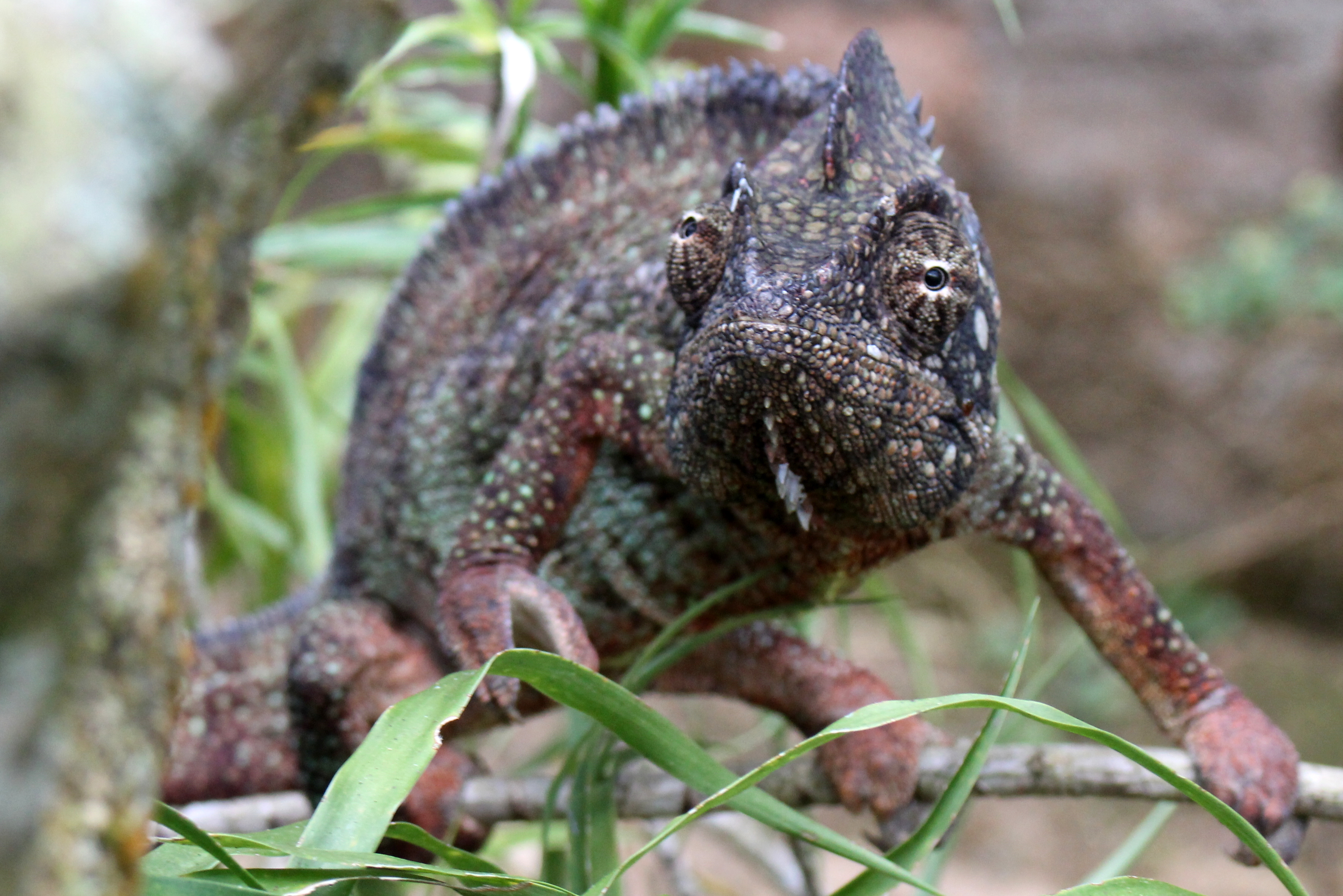
Wrattenkameleon (Furcifer verrucosus)
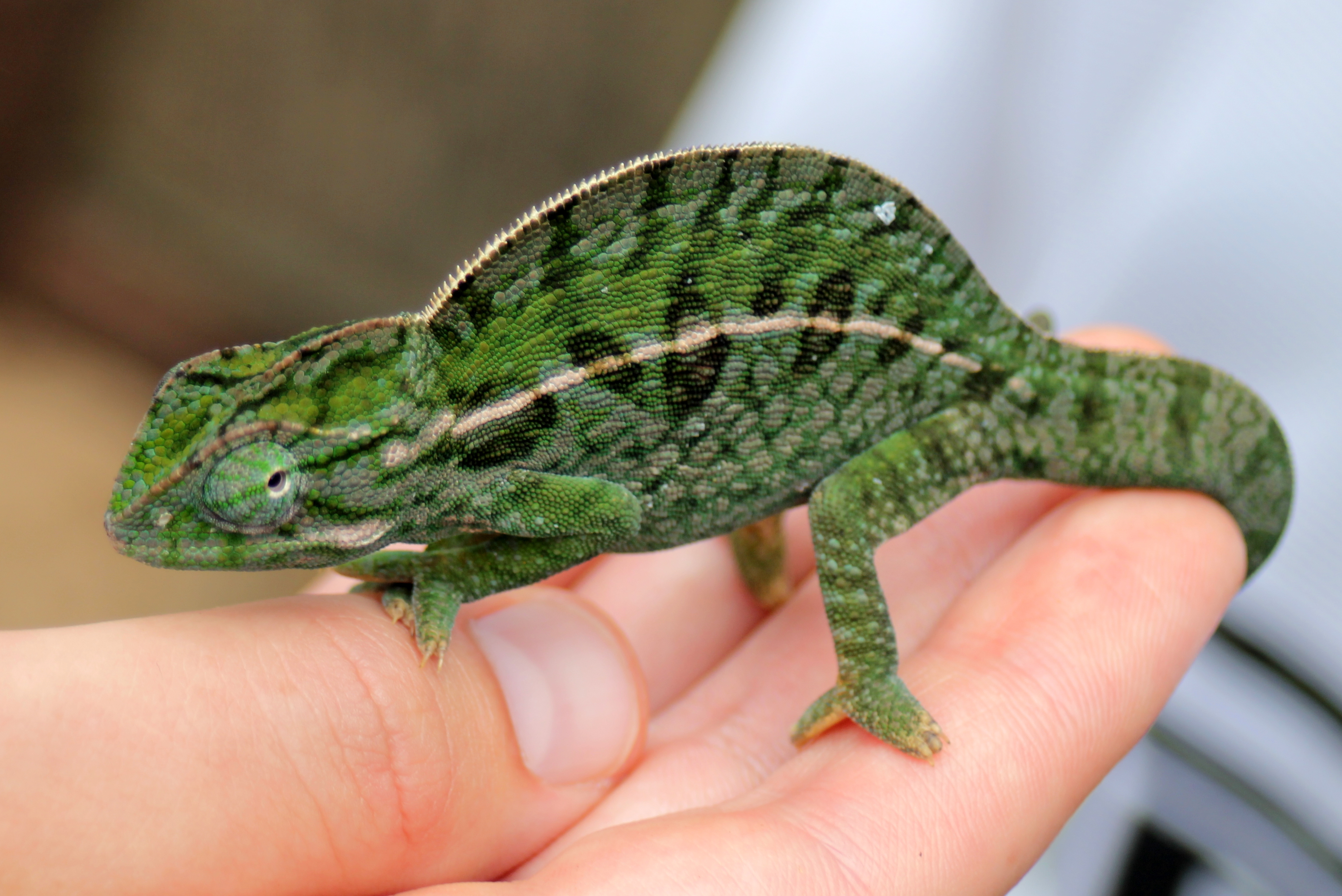
Furcifer campani
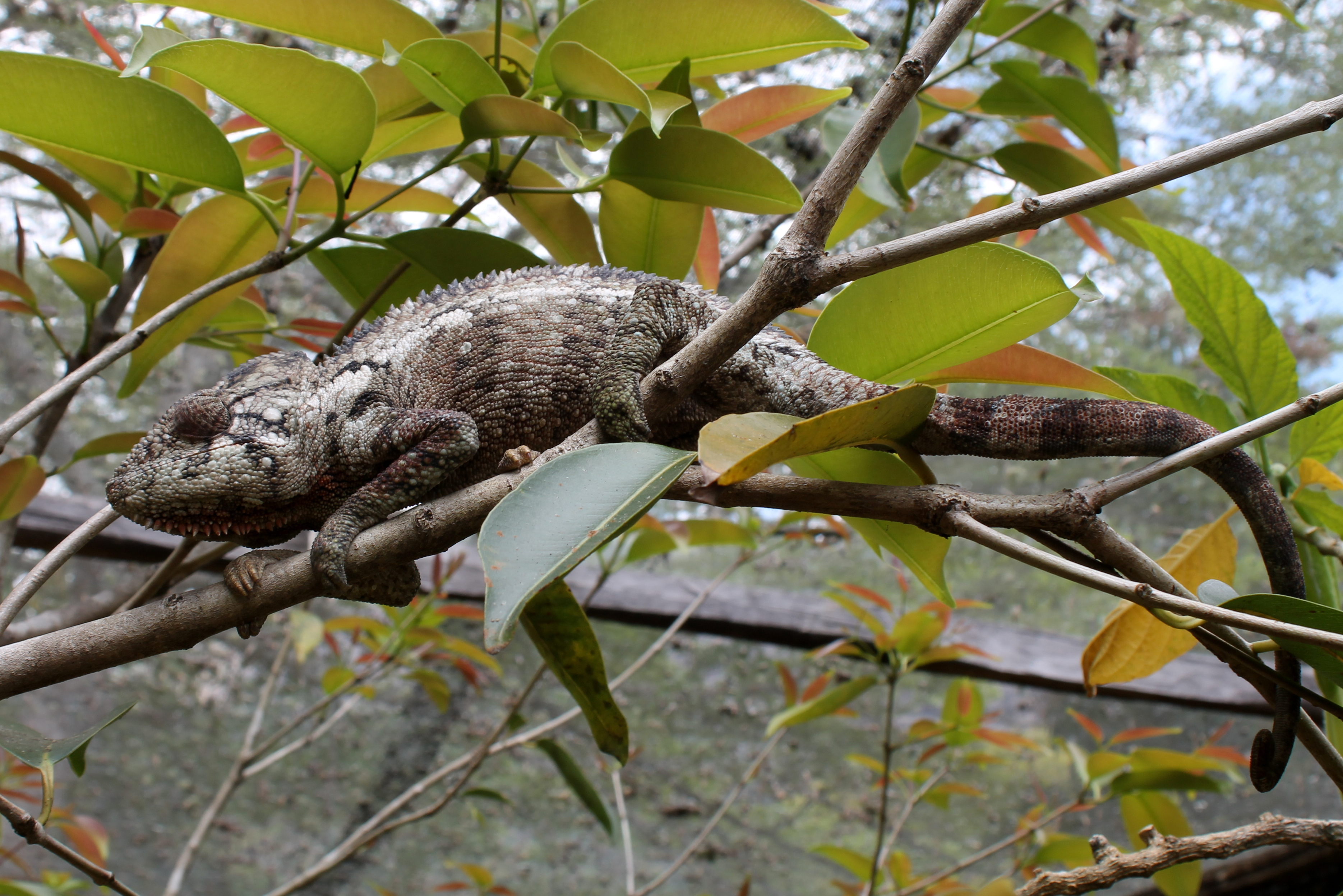
Reuzenkameleon (Furcifer oustaleti)
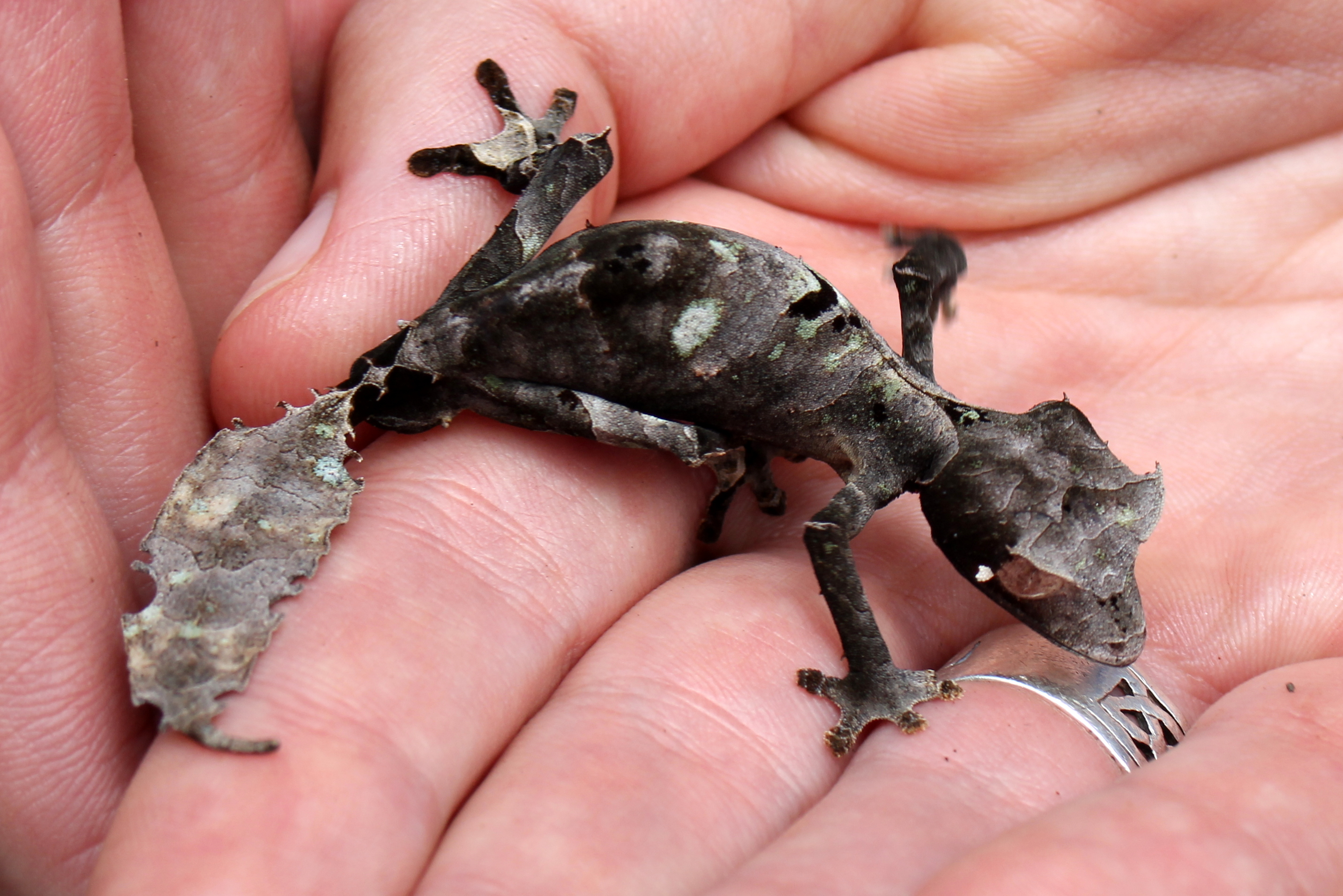
Uroplatus phantasticus
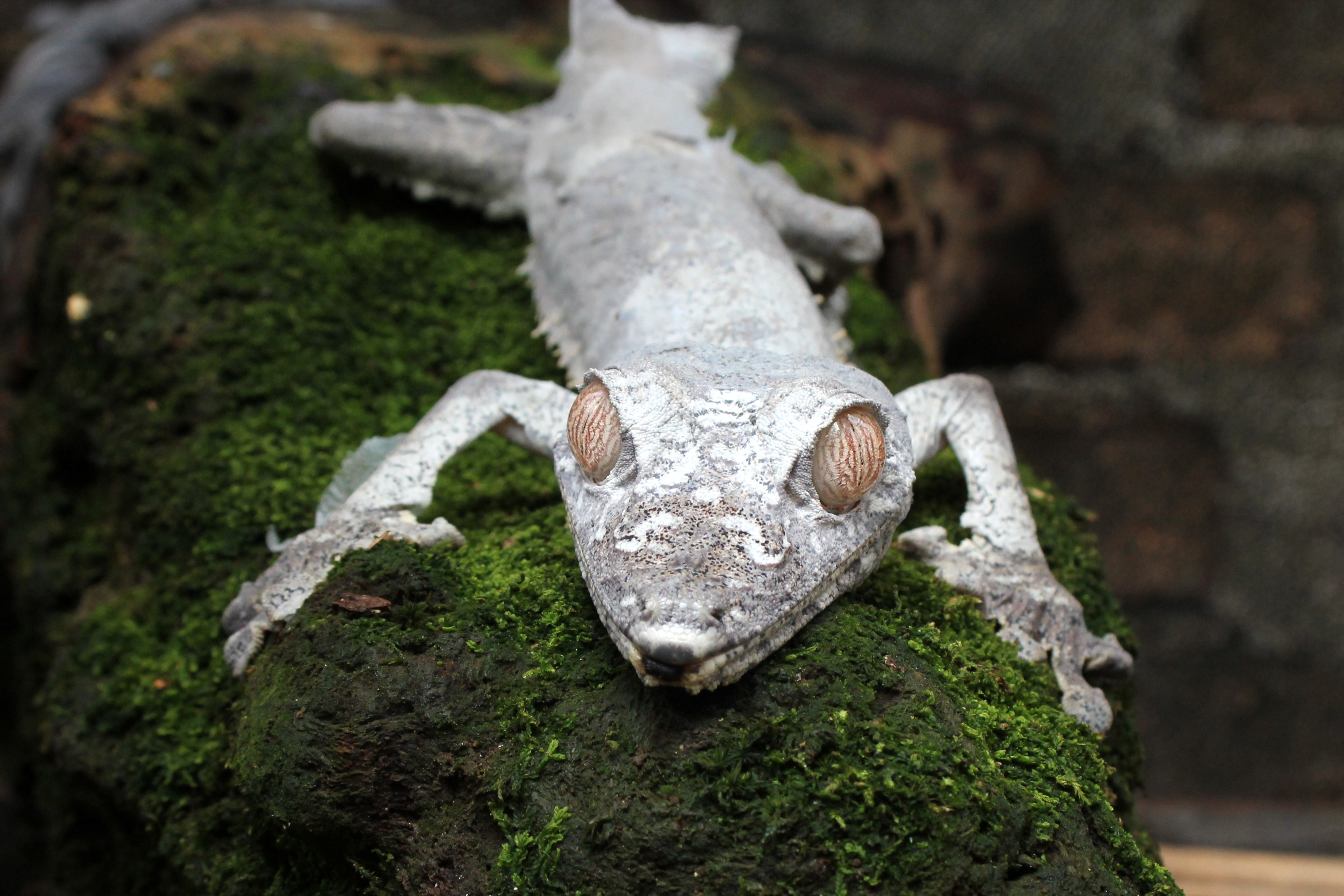
Madagaskarplatstaartgekko (Uroplatus fimbriatus)
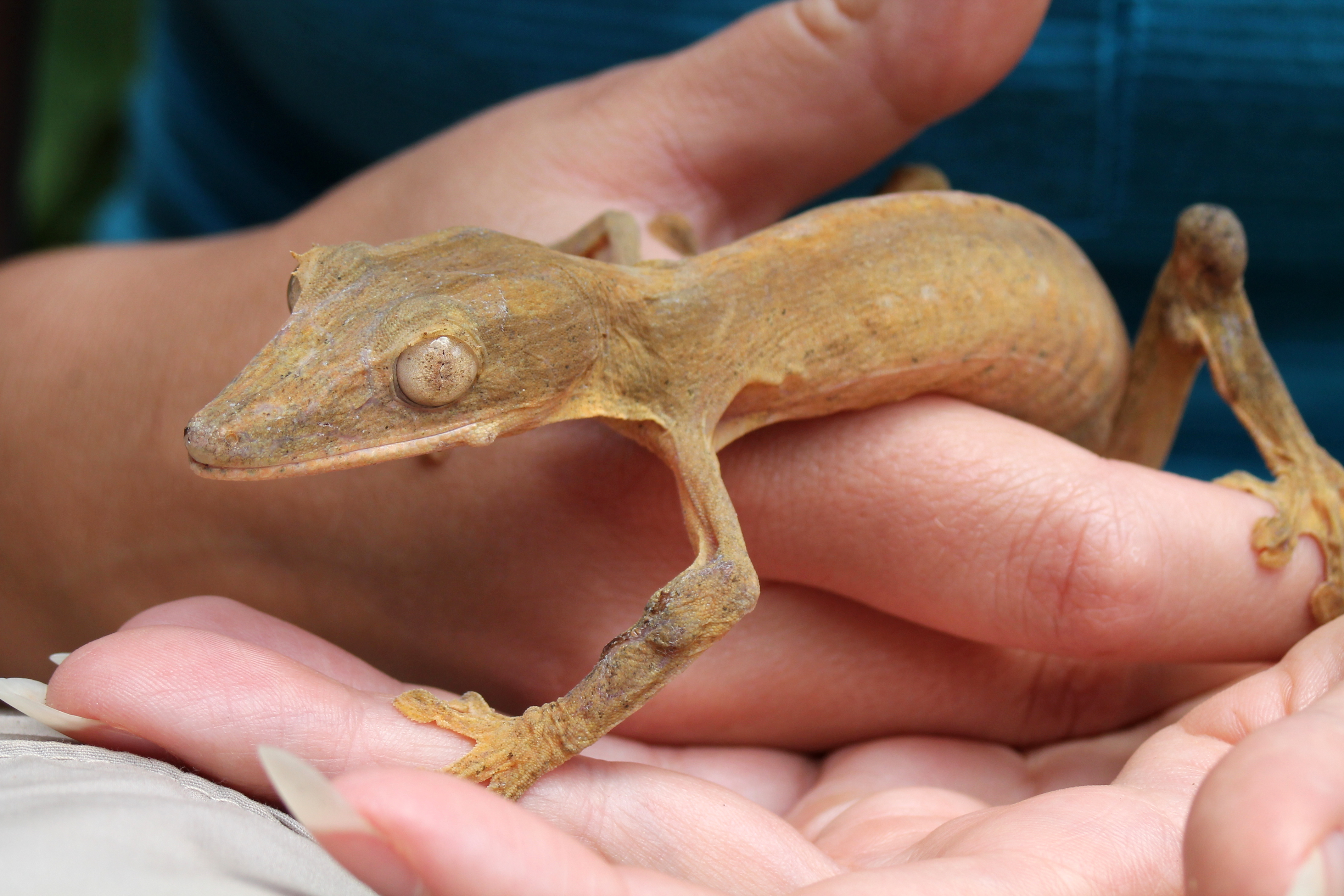
Gestreepte bladstaartgekko (Uroplatus lineatus)
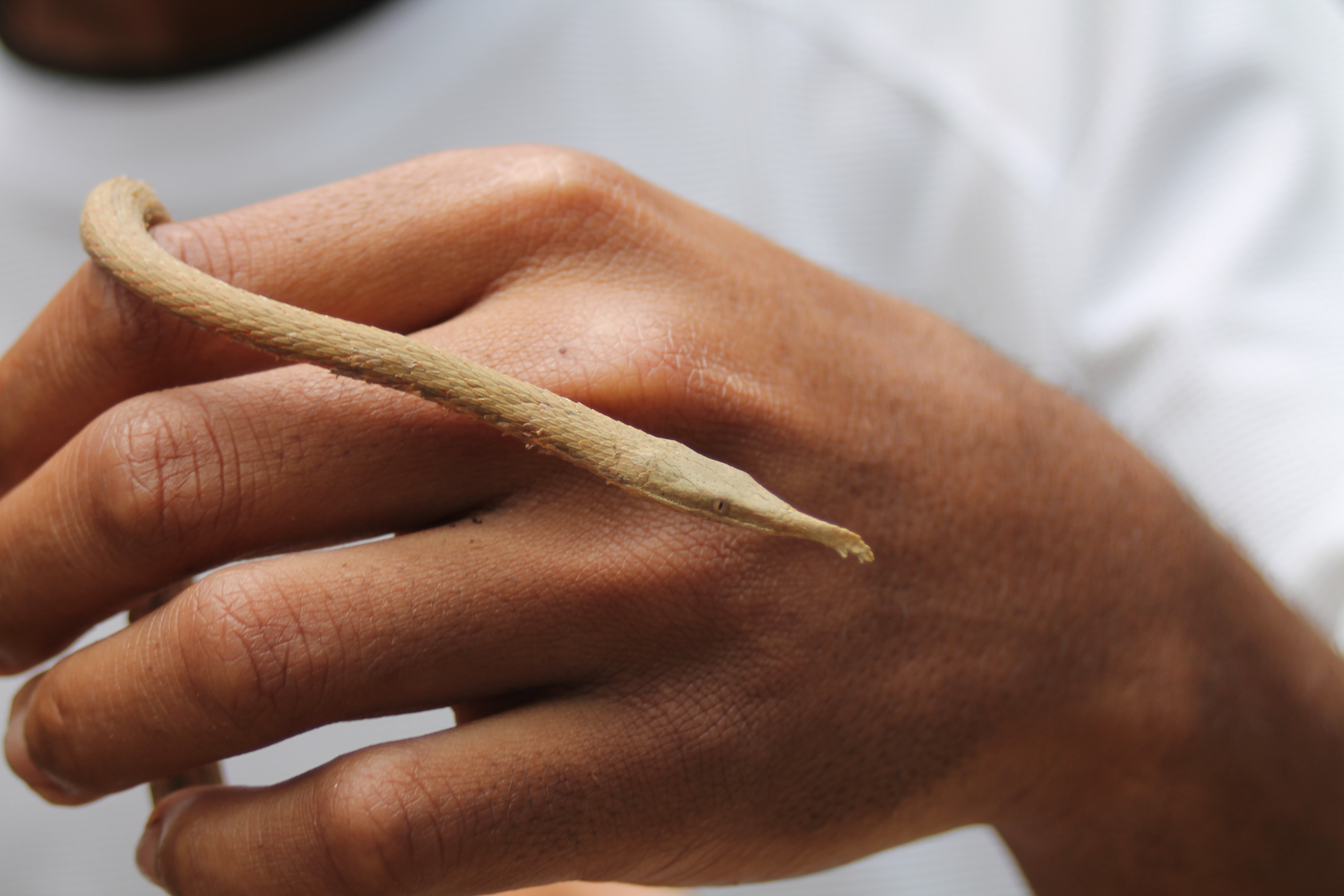
Madagaskarbladneusslang (Langaha madagascariensis)
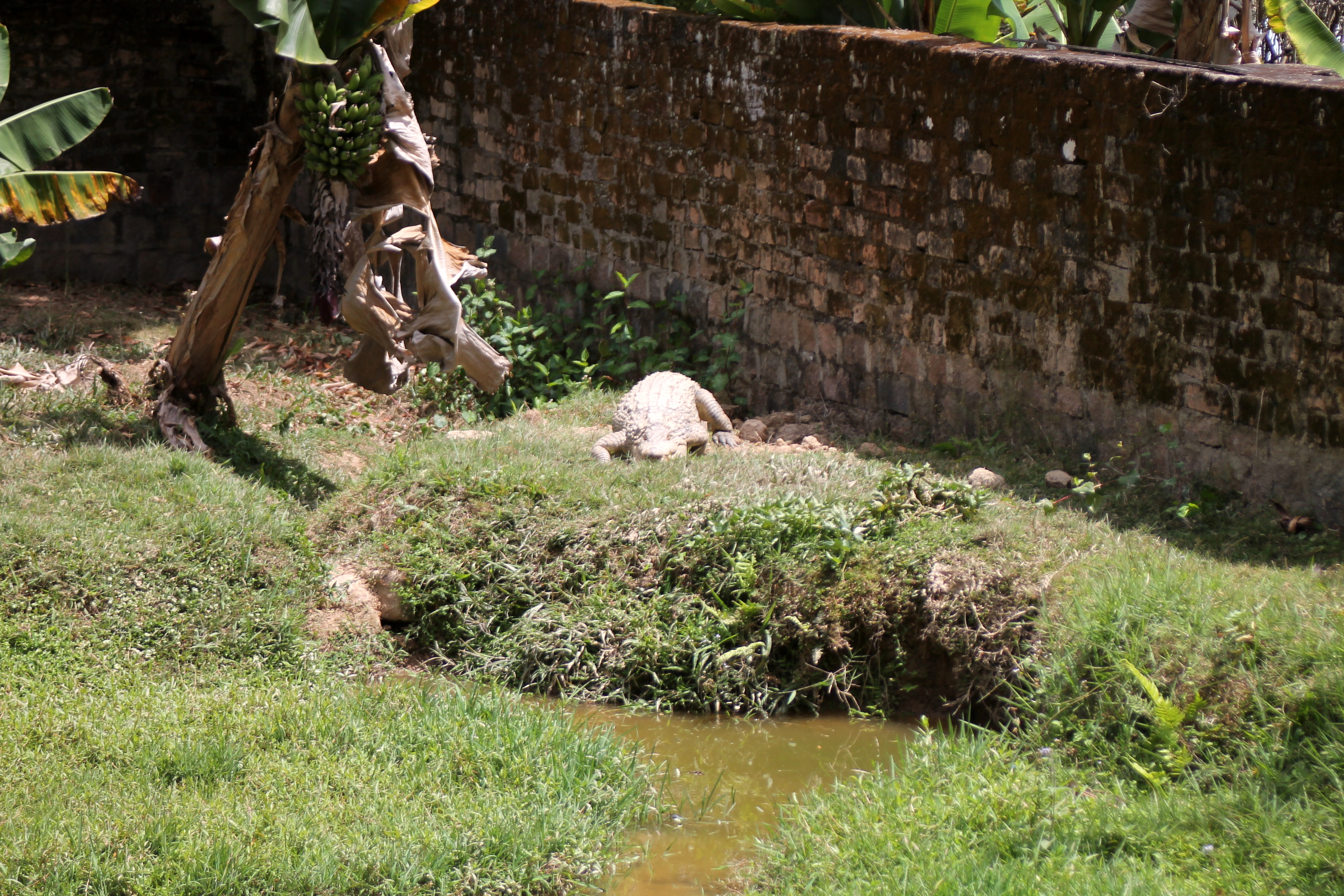
Nijlkrokodil (Crocodylus niloticus)
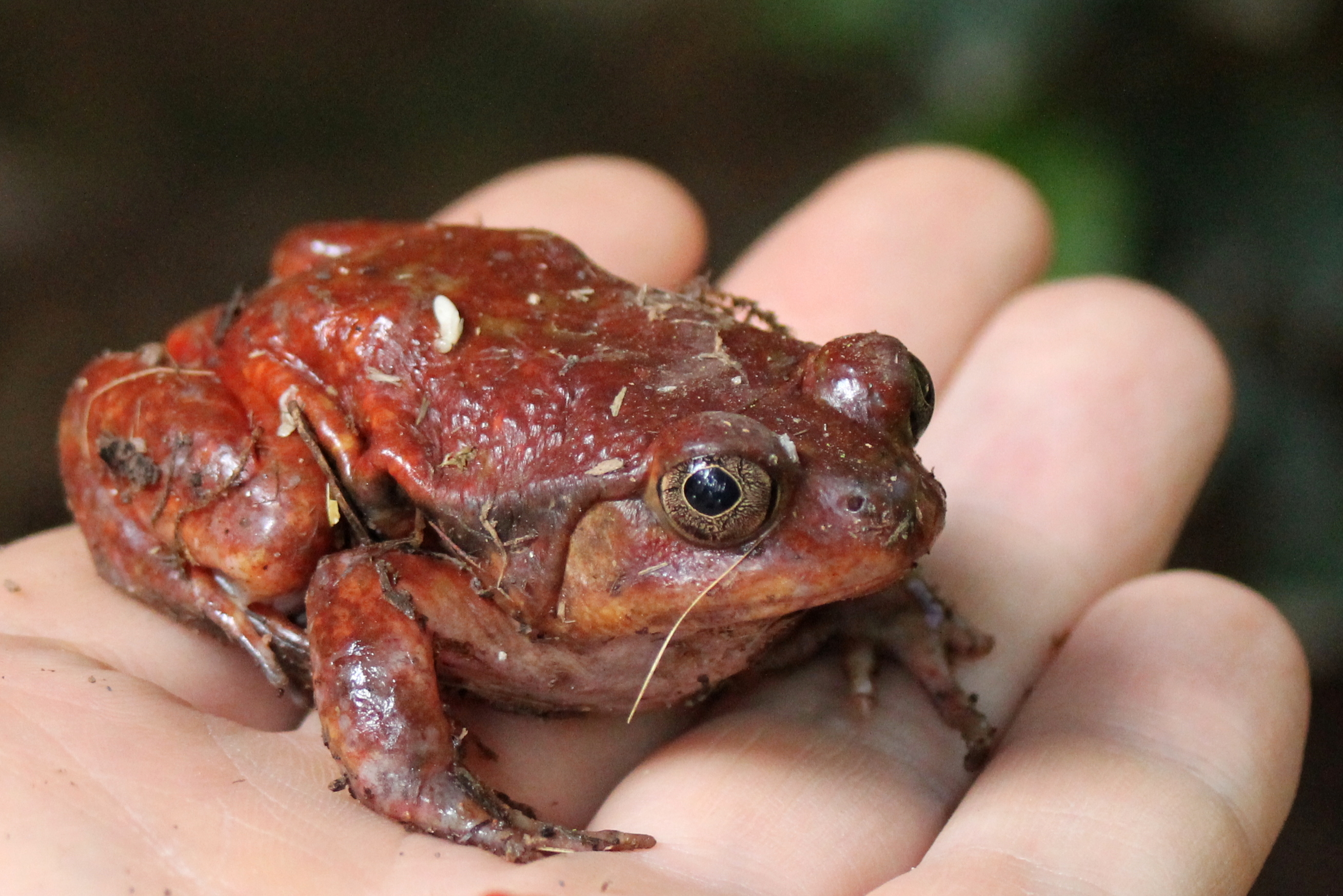
Tomaatkikker (Dyscophus antongilii)
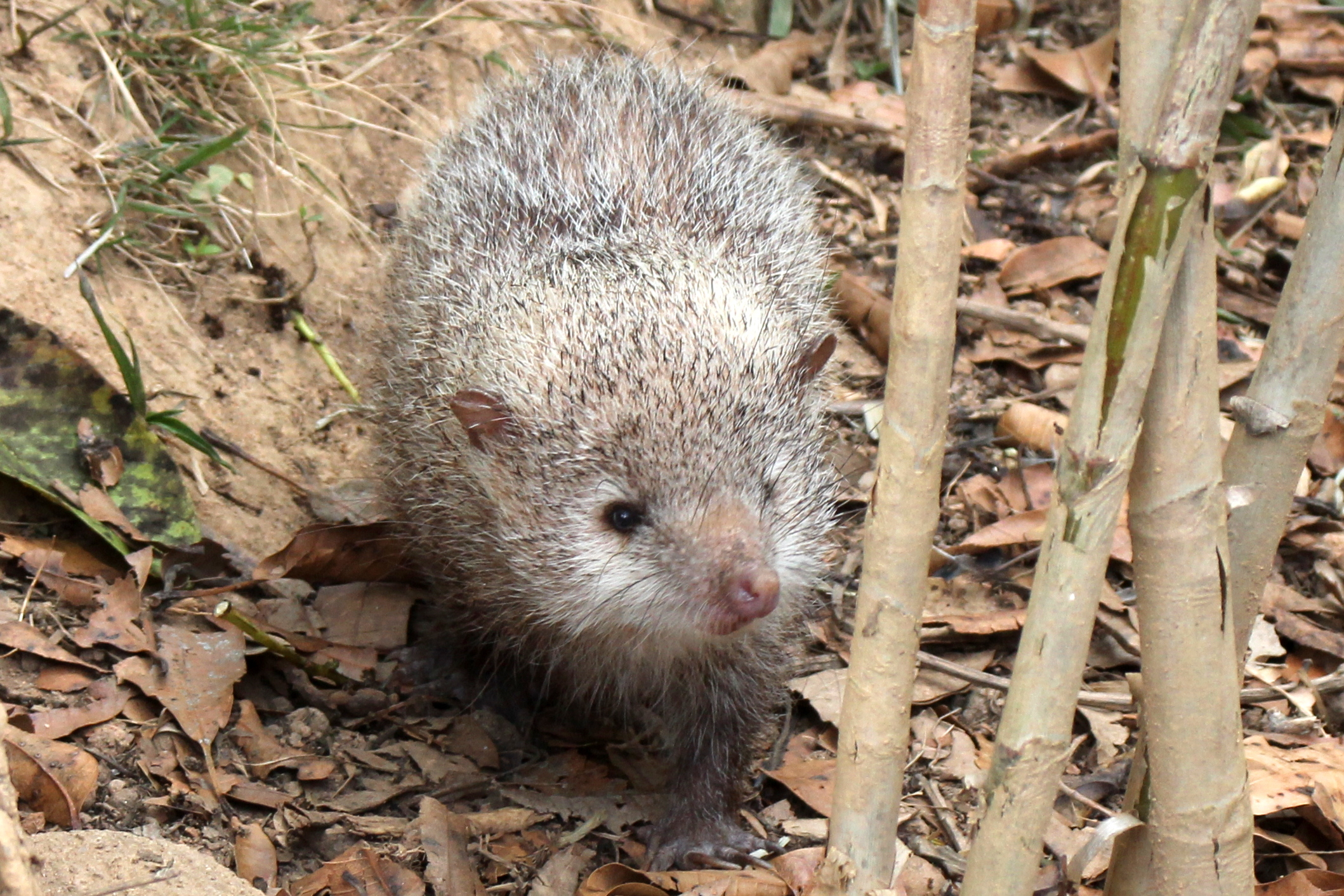
Gewone tenrek (Tenrec ecaudatus)
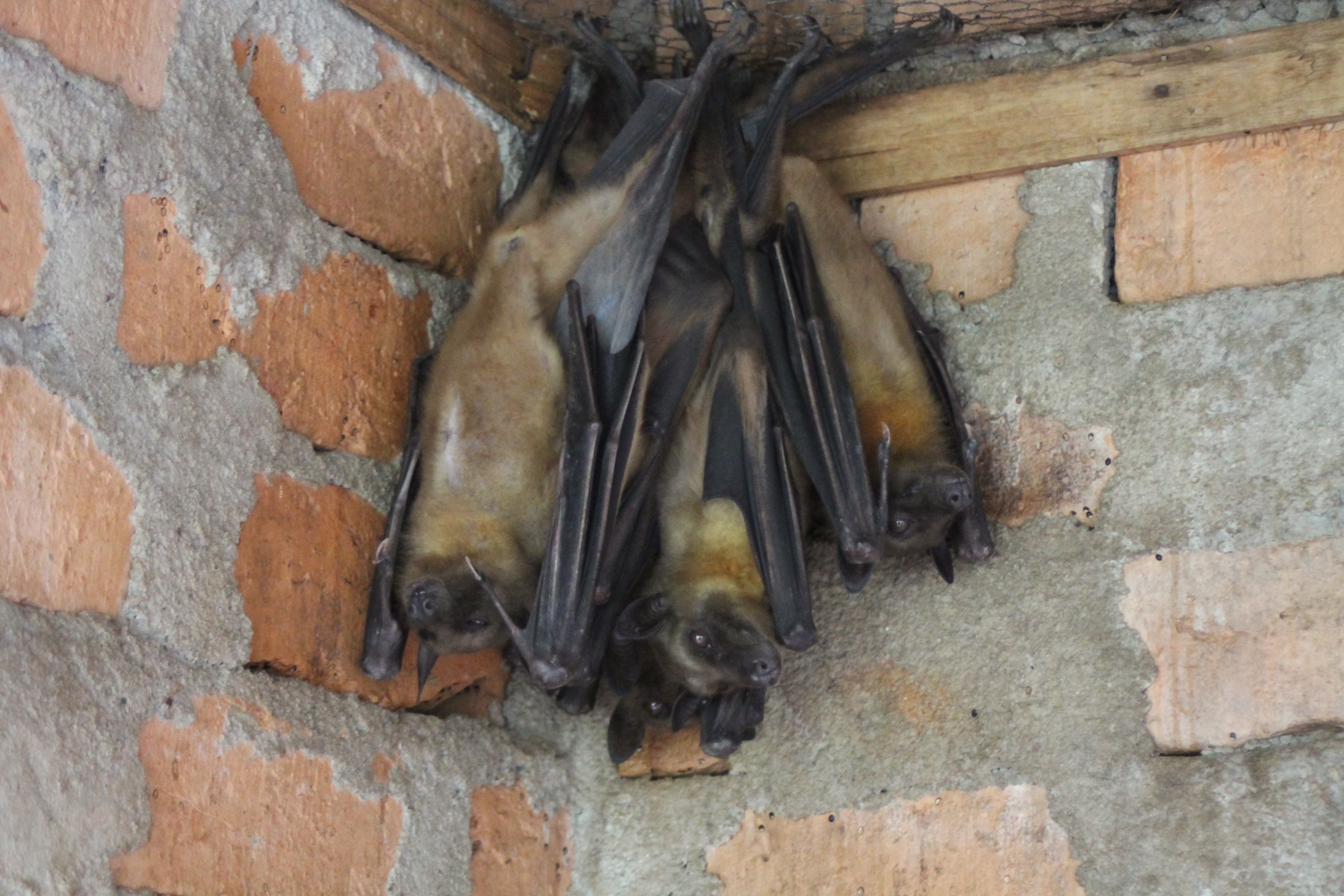
Madagaskarpalmvleerhond (Eidolon dupreanum)
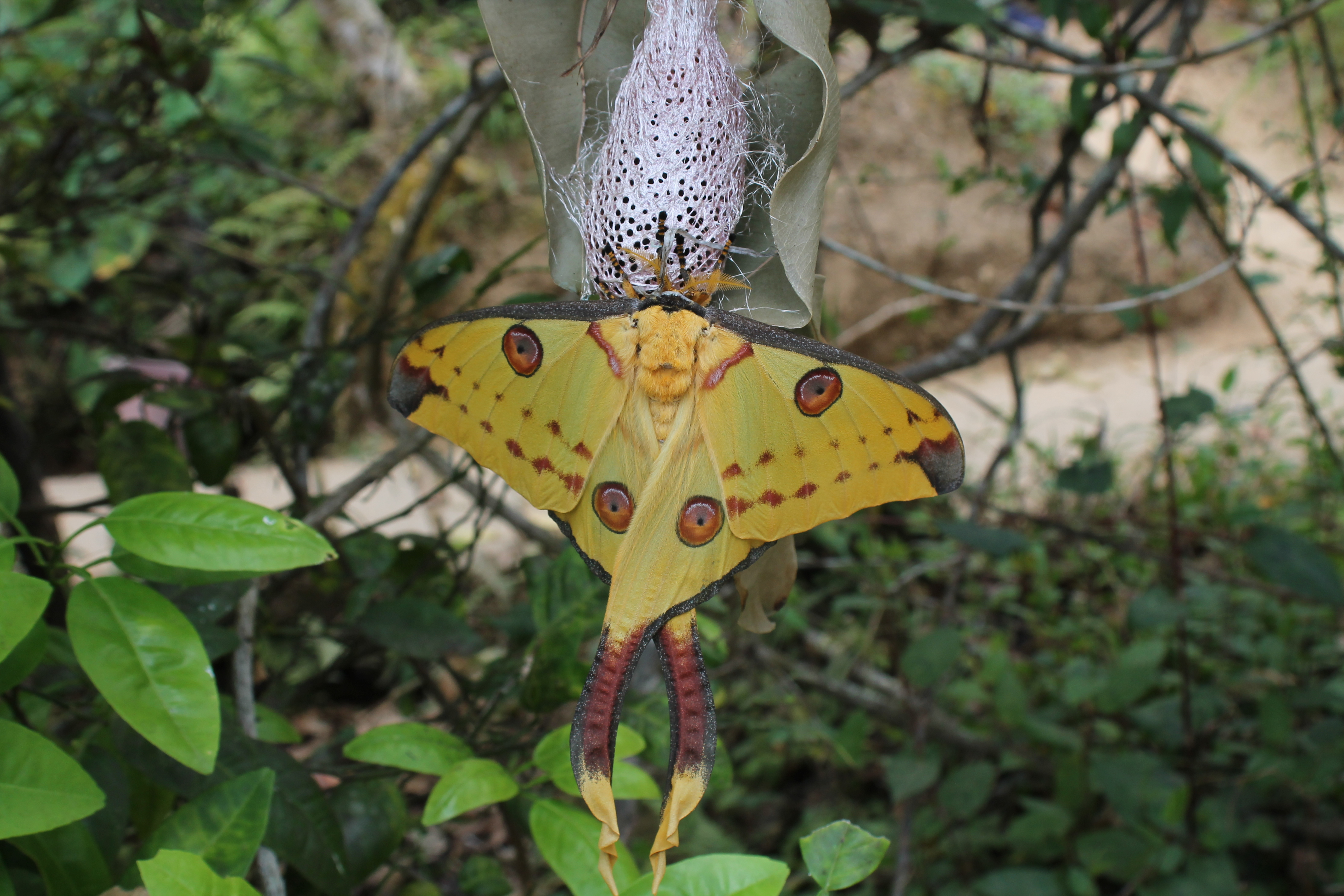
Komeetstaartvlinder (Argema mittrei)